# Wiener Neustadt
Wiener Neustadt (in austro-bavarese Weana Neistod, in ungherese Bécsújhely) è una città della Bassa Austria: sorge a sud di Vienna, nei pressi del fiume Leitha. Capoluogo dell'omonimo distretto, ha lo status di Città statutaria dal 1866.
Conserva il castello ducale del XII secolo e la cappella gotica di San Giorgio (XV secolo), con la tomba di Massimiliano I d'Asburgo.
È sede dell'Accademia militare dell'esercito austriaco e in passato di quella Teresiana (1752 - 1918) ed è oggi un importante centro industriale e nodo ferroviario.

## Storia
Sorse per volere di Leopoldo V di Babenberg, duca d'Austria, verso la fine del XII secolo, con lo scopo di presidiare i confini dei suoi territori minacciati dalle incursioni dei Magiari. Posta in posizione strategica, divenne anche un notevole centro commerciale.
Eletta a residenza da numerosi esponenti della dinastia asburgica, divenne sede vescovile cattolica (oggi soppressa) nel 1469.
Il re ungherese Mattia Corvino, acerrimo rivale degli Asburgo, conquistò la città nell'agosto 1487 dopo due anni di assedio. Dovette inoltre subire più volte gli attacchi dei Turchi: particolarmente duri furono gli assedi del 1529 e del 1683.
Rodolfo II vi emanò nel 1609 la Littera Majestatis con la quale concesse ai Fratelli boemi (hussiti) una pur limitata libertà di culto.
Durante la II guerra mondiale fu notevolmente danneggiata.

## Monumenti e luoghi d'interesse

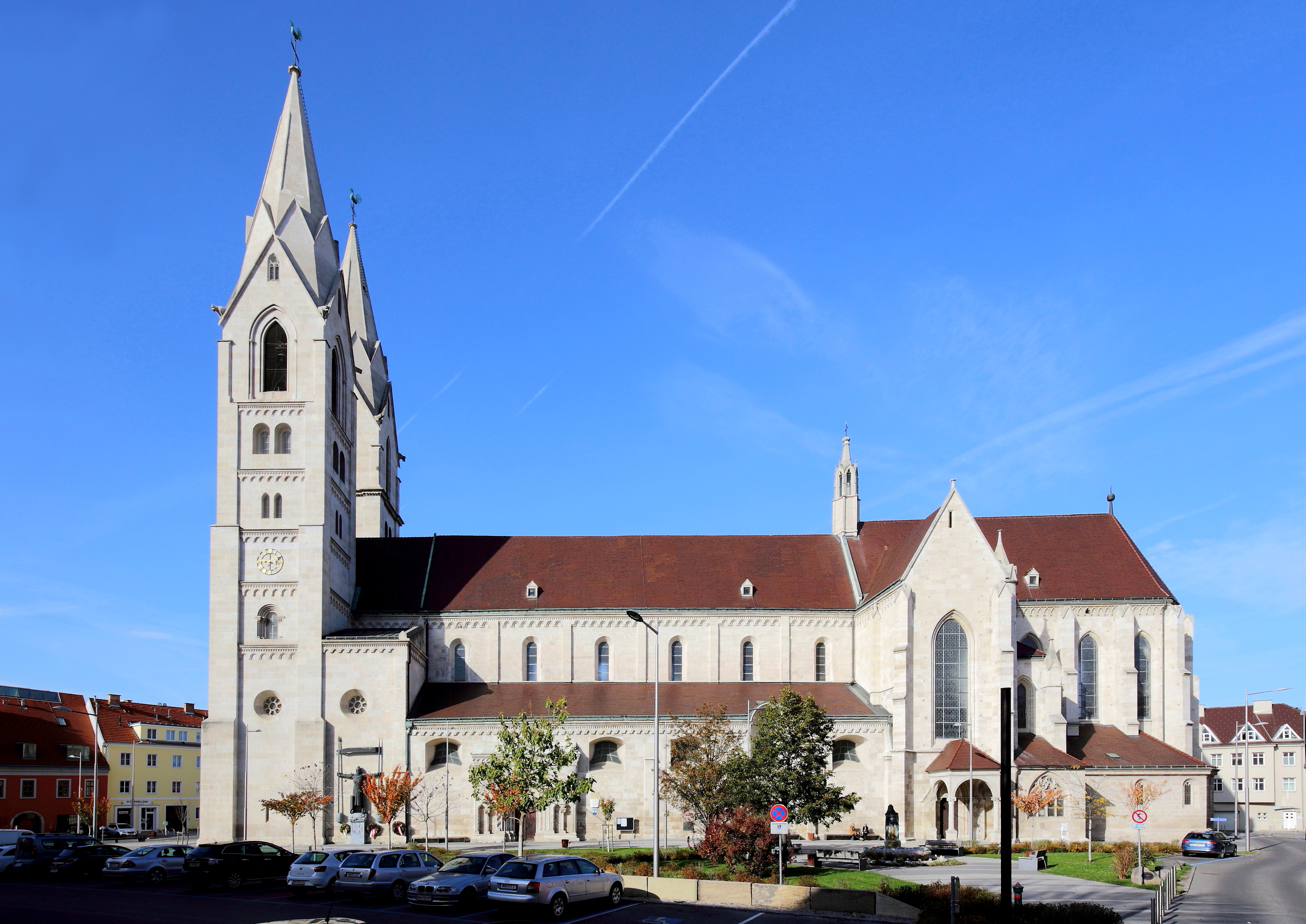
Cattedrale di Wiener Neustadt

- Castello di Wiener Neustadt: storica sede dell'Accademia militare Teresiana, fondata dall'Imperatrice Maria Teresa d'Austria. Al suo interno si trova anche la Cattedrale di San Giorgio, sede dell'Ordinariato militare in Austria.
- Cattedrale di Wiener Neustadt, dedicata all'Assunta e a San Ruperto. Chiesa romanica edificata nel 1279, antica sede della soppressa diocesi di Wiener Neustadt.

## Amministrazione

### Gemellaggi
- Monheim am Rhein
- Desenzano del Garda
- Harbin

Wiener Neustadt è membro del gemellaggio internazionale "Neustadt in Europa", che riunisce 36 città e comuni che portano nel nome la dicitura Neustadt ("città nuova").

## Sport

### Calcio
La squadra principale della città è lo Sportclub Wiener Neustadt.